# Хаханова Ганна Володимирівна
Хаханова Ганна Володимирівна — доцент кафедри автоматизації проектування обчислювальної техніки (АПОТ) Харківського національного університету радіоелектроніки (ХНУРЕ), доктор технічних наук.

## Освіта та кар'єра
У 2003 закінчила факультет комп'ютерної інженерії та управління Харківського національного університету радіоелектроніки.
У 2009 захистила кандидатську дисертацію на тему "Структурно-каскадні методи стиснення та відновлення даних в телекомунікаційних системах", та здобула науковий ступінь кандидата технічних наук за спеціальністю 05.12.02 «Телекомунікаційні системи та мережі».
У 2024 захистила докторську дисертацію на тему "Федеративний комп’ютинг векторно-матричних транзакцій у кіберсоціальних системах", здобула ступінь доктора технічних наук.

## Освітня діяльність
З 2008 по 2011 рік обіймала посаду асистента кафедри автоматизації проектування обчислювальної техніки (АПОТ) на факультеті комп’ютерної інженерії та управління Харківського національного університету радіоелектроніки.
У 2011–2013 роках працювала старшим викладачем цієї ж кафедри.
З 2013 року і до теперішнього часу обіймає посаду доцента кафедри АПОТ на факультеті комп’ютерної інженерії та управління Харківського національного університету радіоелектроніки.

## Публікації
Хаханова Ганна Володимирівна є автором 85 публікацій.

## Міжнародна діяльність
У 2012–2016 роках брала участь у міжнародному проєкті «Curricula Development for New Specialization: Master of Engineering in Microsystems Design».
У рамках проєкту пройшла стажування в Ільменауському технічному університеті (Німеччина).